# 帕伦苏埃拉
帕伦苏埃拉，是西班牙卡斯蒂利亚-莱昂帕伦西亚省的一个市镇。 总面积76平方公里，总人口306人（2001年），人口密度4人/平方公里。